# Excellent onderhandelen
Excellent onderhandelen: een praktische gids voor het best mogelijke resultaat in iedere onderhandeling (oorspronkelijk Getting to Yes: Negotiating Agreement Without Giving In) is een boek van Roger Fisher en William Ury uit 1981 dat de Harvard-methode van onderhandelen bespreekt. In 1991 verscheen een hernieuwde druk waarbij Bruce Patton co-auteur was. Het boek geldt sinds de eerste druk als het standaardwerk op het gebied van onderhandelen.
De Harvard-methode volgde uit een nog steeds lopend programma dat in 1979 werd opgestart om onderzoek te doen naar effectieve methodes van onderhandelen. In dit boek zetten Fisher en Ury de voordelen van principieel onderhandelen uiteen ten opzichte van positioneel onderhandelen. De kernpunten van principieel onderhandelen zijn:
- maak onderscheid tussen persoon en probleem (zacht op de persoon, hard op de inhoud)
- focus niet op standpunten, maar op de achterliggende belangen
- zoek oplossingen waarbij beide partijen profiteren
- maak gebruik van objectieve criteria
- ken je Beste Optie Zonder Onderhandelen (BOZO)

Het boek probeert een tussenvorm te geven tussen hard en zacht onderhandelen.
| Onderwerp           | Zacht                                                   | Hard                                                    | Principieel                                                            |
| ------------------- | ------------------------------------------------------- | ------------------------------------------------------- | ---------------------------------------------------------------------- |
| Deelnemers          | Vrienden                                                | Tegenstanders                                           | Probleemoplossers                                                      |
| Doel                | Overeenkomst                                            | Overwinning                                             | Efficiënte en evenwichtige uitkomst                                    |
| Relatie             | Concessies om relatie te onderhouden                    | Concessies als voorwaarde voor relatie                  | Maak onderscheid tussen probleem en mens                               |
| Probleem en relatie | Zacht op beide                                          | Hard op beide                                           | Zacht op de persoon, hard op de inhoud                                 |
| Vertrouwen          | Ander vertrouwen                                        | Ander wantrouwen                                        | Voortgang onafhankelijk van vertrouwen                                 |
| Positie             | Makkelijk te veranderen                                 | Ingraven                                                | Focus niet op standpunten, maar op de achterliggende belangen          |
| Stijl               | Voorstellen doen                                        | Bedreigingen uiten                                      | Zoek achterliggende belangen                                           |
| Einduitkomst        | Gewenste einduitkomst prijsgeven                        | Misleiden over de gewenste einduitkomst                 | Voorkomen een einduitkomst vast te leggen                              |
| Beschouwing         | Eenzijdige verliezen accepteren                         | Eenzijdige winst eisen                                  | Zoek oplossingen waarbij beide partijen profiteren                     |
| Antwoord            | Zoeken naar enkel antwoord waarmee de ander tevreden is | Zoeken naar enkel antwoord waarmee jezelf tevreden bent | Ontwikkel meerdere opties waaruit later gekozen kan worden             |
| Aandringen op       | Overeenkomst                                            | Positie                                                 | Gebruikmaken van objectieve criteria                                   |
| Wilskracht          | Strijd vermijden                                        | Strijd winnen                                           | Andere principes moeten belangrijker zijn                              |
| Druk                | Buigen                                                  | Uitoefenen                                              | Opvattingen beredeneren, toegeven op basis van argument, niet van druk |

Bij zacht onderhandelen bestaat het gevaar dat de relatie goed wordt of blijft, maar er geen enkel inhoudelijk resultaat wordt behaald. Hard onderhandelen kan leiden tot ingraven in posities die uiteindelijk minder wenselijk zijn, waarbij het proces uitgerekt wordt en de relatie onder druk komt te staan.